# Adorybiotus granulatus
Genre
Espèce
Synonymes
- Macrobiotus granulatus Richters, 1903

Adorybiotus granulatus, unique représentant du genre Adorybiotus, est une espèce de tardigrades de la famille des Richtersiidae. 

## Distribution
Cette espèce se rencontre en Norvège, aux îles Féroé, au Groenland, au Canada, en Alaska, en Russie et au Japon.

## Publications originales
- Maucci & Ramazzotti, 1981 : Adorybiotus gen. nov.: nuova posizione sistematica per Macrobiotus granulatus Richters, 1903 e per Macrobiotus coronifer Richters, 1903 (Tardigrada, Macrobiotidae). Memorie dell'Istituto Italiano di Idrobiologia Dott Marco de Marchi, vol. 39, p. 153-159.
- Richters, 1903 : Nordische Tardigraden Zoologische Anzeiger, vol. 27, p. 168-172 (texte intégral).